# Astronom
Astronom ili astrofizičar je znanstvenik ili znanstvenica kojim je područje istraživanja astronomija ili astrofizika.
Za razliku od većine drugih znanstvenika, astronomi ne mogu izravno utjecati na nebeska tijela i većina nihovih teza i otkrića je zasnovana na opažanjima kroz pomagala od kojih je najvažniji teleskop.